# Lechytia sini
Lechytia sini är en spindeldjursart som beskrevs av William B. Muchmore 1975. Lechytia sini ingår i släktet Lechytia och familjen Lechytiidae. Inga underarter finns listade i Catalogue of Life.